# Paradis perdu (film, 1940)
Cet article concerne le film d'Abel Gance. Pour le film d'Ève Deboise, voir Paradis perdu.
Pour les articles homonymes, voir Paradis perdu.
Pour plus de détails, voir Fiche technique et Distribution.
Paradis perdu est un film français réalisé par Abel Gance, sorti en 1940.

## Présentation
Ce film est une nostalgie du savoir-vivre de la Belle Époque et des derniers beaux jours de l'entre-deux-guerres.

## Synopsis
Pierre, jeune peintre prometteur, rencontre la jolie Janine, trottin pour une maison de couture de second rang "Calou", lors du bal du 14 juillet. Ayant rectifié pour Janine une robe ratée et refusée par Sonia, une princesse russe, riche et excentrique, chez qui Janine faisait une livraison, il met avec succès ses talents au service du couturier Raoul Calou, qui emploie celle-ci. Lors de leur voyage de noces au cours du bel été 1914, la guerre et la mobilisation sépare les jeunes mariés. 
Janine, restée seule, travaille dans une usine à munitions, malgré sa mauvaise santé et sa grossesse. Elle meurt en mettant au monde la petite Jeannette. Au front, le Poilu Pierre est informé à la fois du deuil qui le frappe et de sa paternité. Au début, il ne veut même pas voir ce bébé qui a fait mourir sa femme. S’efforçant de financer les frais de pension de la petite, Pierre peine à vivre de la peinture, car ses toiles se vendent mal.
Après la guerre, il surmonte sa douleur et accepte d'élever sa fille. Revenant avec succès à la haute couture grâce au mécénat de Sonia, il est très ému de retrouver chez Jeannette (également interprétée par Micheline Presle) la même beauté, les mêmes mimiques, la même façon de chanter que Janine.
Les années passent, Pierre désire se remarier avec une jeune femme. Mais il s’avère que sa fille Jeannette aime le frère de celle-ci, un bel officier de marine qui s'apprête à partir en campagne, et qui refuse d’épouser Jeanette si Pierre ne rompt pas avec sa sœur. Pierre accepte de renoncer à son nouvel amour pour ne pas briser celui de sa fille.
Pierre tombe gravement malade, mais insiste pour assister au mariage de sa fille : il meurt pendant la cérémonie.

## Fiche technique
- Titre : Paradis perdu
- Réalisation : Abel Gance
- Assistant-réalisateur : Robert Bossis
- Scénario : Joseph Than et Abel Gance
- Dialogues : Steve Passeur
- Décors : Henri Mahé
- Costumes : Barbara Karinska et Rosevienne
- Photographie : Christian Matras
- Montage : Leonide Azar
- Son : René Louge, Louis Perrin
- Musique : Hans May
  - Chanson : Paradis perdu de Hans May (musique), Roger Fernay (paroles) et interprétée par Lucienne Delyle[1]
- Cameraman : Robert Juillard
- Assistants-opérateurs : Ernest Bourreaud, Maurice Pecqueux
- Photographe de plateau : Gravot
- Producteur : Joseph Than
- Directeur de production : Fritz Brunn
- Société de production : Tarice Film
- Distribution : Seftar Film, puis Pathé Consortium Cinéma
- Pays d'origine :  France
- Format : noir et blanc - 1,37:1 - mono - 35 mm
- Genre : drame, romance, guerre
- Durée : 103 minutes
- Dates de sortie : 
  - Suède : 7 décembre 1940
  - France : 13 décembre 1940

## Distribution
- Fernand Gravey : Pierre Leblan, un peintre et dessinateur célèbre
- Elvire Popesco : Sonia Vorochine, une princesse russe
- Micheline Presle : Janine Mercier, l'épouse de Pierre / Jeannette Leblan (la fille de Pierre et de Janine)
- André Alerme : Raoul Calou, un grand couturier qui emploie Pierre pour ses talents de dessinateur
- Robert Pizani : Bernard Lesage, un couturier indigne qui copie les modèles créés par Pierre
- Monique Rolland : Laurence Aubrigeot, une jeune femme, avec qui Pierre âgé tente de refaire sa vie
- Robert Le Vigan : Édouard Bordenave, un richissime commanditaire de Pierre
- Jane Marken : Mme Bonneron , la concierge
- Gérard Landry : Gérard Aubrigeot, le frère de Laurence, un officier de marine, amoureux de Jeannette
- Gaby Andreu : Irène
- Edmond Beauchamp : le facétieux
- Marcel Delaître : le capitaine
- Jean Marconi : M. Daniel
- Noël Darzal
- Marcel Pérès : un consommateur
- Nicolas Amato : le chanteur du 14 juillet
- Rivers Cadet : le vaguemestre
- Jean Brochard : un soldat
- Anne Byron
- Roger Monteaux : le médecin
- Raymonde Devarennes
- Dora Doll
- Liliane Lesaffre : une ouvrière
- Sylvain : un soldat
- Les Blue Bell Girls : les girls à l'inauguration de la Marie-Galante
- Nina Cara : la chanteuse à la Marie-Galante
- Myno Burney
- Marcel Rouzé : le portier chez Calou
- Georges Térof : Louis
- Georges Pally : le relieur
- Roland Pégurier
- Yvette Simonidy